# Proasellus lykaonicus
Proasellus lykaonicus är en kräftdjursart som beskrevs av Roberto Argano och Giuseppe L. Pesce 1978. Proasellus lykaonicus ingår i släktet Proasellus och familjen sötvattensgråsuggor. Inga underarter finns listade i Catalogue of Life.